# 漫画男
漫画男（英語：Comic Book Guy）的真名是杰夫·阿尔伯森（Jeff Albertson）。他是春田镇「机器人地牢与棒球卡片店」的店主。他经营的漫画店常常卖一些品質低、价格高的商品。他是个狂热的漫画收集者。他的口头禅是：“Worst episode ever!”这句话甚至成为辛普森一家12季11集的名字。在辛普森一家大电影中他以为他快死时，他说：“我这辈子除了收集漫画以外什么也没做，我现在想说的是：‘这辈子活的有價值！’”。